# Greg A. Harris
Pour les articles homonymes, voir Harris.
Greg Allen Harris (né le 2 novembre 1955 à Lynwood, Californie, États-Unis) est un ancien lanceur  de baseball qui a joué dans les Ligues majeures pour huit équipes de 1981 à 1995.
Il est surtout connu pour avoir été le seul lanceur ambidextre du XXe siècle et le premier de l'ère moderne du baseball.
Greg A. Harris ne doit pas être confondu avec Greg W. Harris, un homonyme également lanceur ayant joué dans les majeures à la même époque.

## Carrière
Greg Harris a fait ses débuts dans les Ligues majeures avec les Mets de New York en 1981. Il a par la suite joué pour les Reds de Cincinnati (1982-1983), les  Expos de Montréal (1984), les Padres de San Diego (1984), les Rangers du Texas (1985-1987), les Phillies de Philadelphie (1988-1989), les Red Sox de Boston (1989-1994) et les Yankees de New York (1994). Il termine sa carrière en 1995 avec un deuxième séjour chez les Expos.
Harris a connu ses meilleures saisons chez les Rangers (10 victoires en 1986) et chez les Red Sox (saisons de 13 et 11 gains en 1990 et 1991). En 1993, il est le lanceur le plus utilisé du baseball majeur en termes de parties jouées, avec 80 apparitions au monticule pour Boston.
En 703 parties en carrière (98 départs et 605 présences en relève) et 1467 manches lancées, il a remporté 74 victoires contre 90 défaites, maintenu une moyenne de points mérités de 3,69, retiré 1141 frappeurs adverses sur des prises et enregistré 54 sauvetages. Il a également lancé dans la Série mondiale 1984 pour les Padres de San Diego.

### Lanceur ambidextre
Lanceur droitier qui frappait des deux côtés du marbre, Greg Harris a développé l'habileté de lancer de la main gauche et a commencé à se pratiquer en tant que gaucher à partir de 1986. Ce n'est toutefois qu'à son avant-dernier match en carrière dans les majeures qu'il aura l'occasion de mettre ce talent en pratique. Le 28 septembre 1995, en neuvième manche du match entre les Expos et les Reds de Cincinnati à Montréal, Harris lance de la droite à Reggie Sanders, qui sera retiré. Puis il lancera de la gauche aux deux frappeurs suivants, Hal Morris (qui obtient un but-sur-balles) et Eddie Taubensee (qui sera retiré sur un roulant). Ensuite, Harris lance à nouveau de la droite pour mettre un terme à la manche en retirant Bret Boone.
Greg A. Harris, qui utilisait un gant spécial à six doigts, destiné aux deux mains, est le seul lanceur ambidextre du XXe siècle et le premier de l'ère moderne du baseball. Trois ou quatre autres lanceurs ont lancé des deux mains au XIXe siècle : Tony Mullane (1882), Larry Corcoran (1884), Elton Chamberlain (1888) et possiblement George Wheeler vers la fin des années 1890. Après Harris, il faut attendre Pat Venditte en 2015 pour voir un autre lanceur ambidextre dans les majeures.